# Eucormopsis
Eucormopsis är ett släkte av fjärilar. Eucormopsis ingår i familjen bastardsvärmare.
Kladogram enligt Catalogue of Life:
| Eucormopsis | \| \| Eucormopsis baluensis \| \| \| \| \| \| Eucormopsis lampra \| \| \| \| |
|             | \| \| Eucormopsis baluensis \| \| \| \| \| \| Eucormopsis lampra \| \| \| \| |
|             | Eucormopsis baluensis                                                        |
|             |                                                                              |
|             | Eucormopsis lampra                                                           |
|             |                                                                              |